# 終端塔
終端塔（Terminal Tower）是位於美國克里夫蘭的一座摩天大樓，高215.8公尺、52層樓，1930年完工，完工時是世界第二高的大樓，僅次於紐約市的伍爾沃斯大樓。終端塔作為紐約市以外的美國最高建築達34年，直到1964年被波士頓的保德信大廈超越。

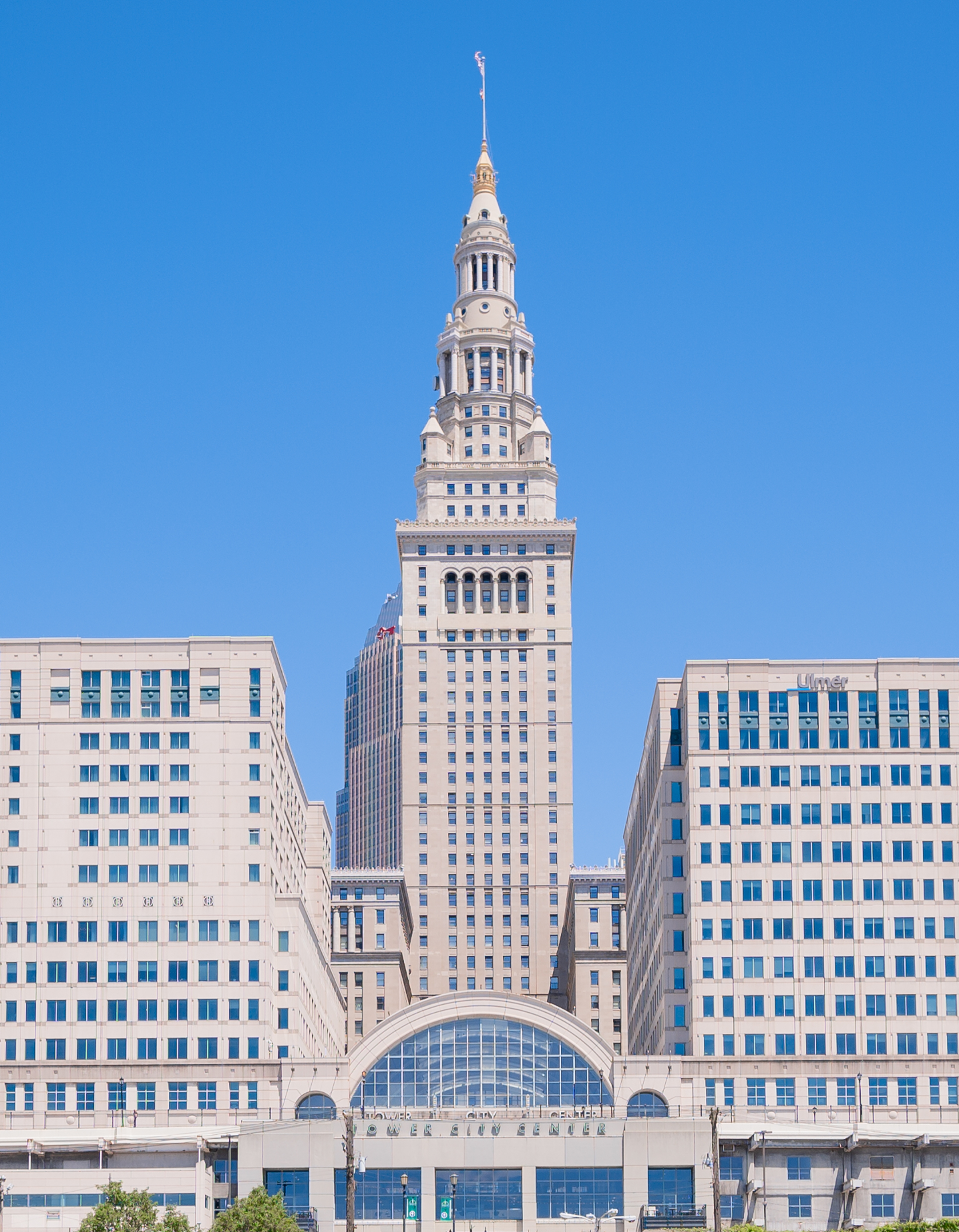
終端塔